# Саймиште (табір смерті)
Концентраційний табір Саймиште (сербохорв. sajmište «ярмарковище») — нацистський концентраційний та винищувальний табір під час Другої світової війни. Розташовувався на колишньому белградському ярмарковому майданчику біля міста Земун, у Незалежній Державі Хорватія (нині територія Нового Белграда). Організований і керований підрозділами «айнзацгруп» СС, дислокованими в окупованій Сербії. Почав діяти у вересні 1941 року і був офіційно відкритий 28 жовтня того ж року. Німці називали його «єврейським табором у Земуні» (нім. Judenlager Semlin). Наприкінці 1941 та на початку 1942 року в табір привезли тисячі єврейських жінок, дітей і старих, 500 євреїв-чоловіків, а також циганок і циганчат у кількості 292 особи. Більшість із них була з Ніша, Смедерева та Шабаця. Жінок і дітей розміщували у тимчасових бараках, де ті страждали під час численних епідемій грипу. Утримуючи їх у жалюгідних умовах, їм не давали достатньо їжі, і багато з них замерзли до смерті взимку 1941—1942 років. У проміжку з березня по травень 1942 року німці для знищення тисяч в'язнів-євреїв використовували надіслані з Берліна мобільні газові камери.
Після цих убивств газом його було перейменовано на «концтабір Земун» (нім. Anhaltelager Semlin), призначаючи для утримання останньої групи євреїв, заарештованих після капітуляції Італії у вересні 1943 р. У той час у ньому також утримували схоплених югославських партизанів, четників, прибічників грецького та албанського рухів опору та сербських селян із сіл в інших куточках НДХ. Приблизно 32 000 в'язнів, здебільшого сербів, пройшли за той час через табір, 10 600 із яких були вбиті або померли через голод і хвороби. Умови в Саймиште були настільки поганими, що дехто почав порівнювати його з концтабором Ясеновац та іншими великими концентраційними таборами по всій Європі. У 1943 і 1944 роках докази звірств, скоєних у таборі, знищили підрозділи штандартенфюрера СС Пауля Блобеля, а тисячі трупів було ексгумовано з братських могил і спалено. У травні 1944 року німці передали управління табором владі НДХ, а в липні того ж року його закрили. Орієнтовно кількість смертей у Саймиште коливається від 20 до 23 тисяч, а чисельність загиблих євреїв оцінюється в 7—10 тис. Вважається, що в таборі загинула половина всіх сербських євреїв.
Більшість німців, відповідальних за функціонування табору, було схоплено й віддано під суд. Декількох екстрадували в Югославію, де стратили. В 1960-х роках після багатьох років переховування було заарештовано начальника табору Герберта Андорфера і його заступника Едгара Енге. Обох засудили на короткі строки ув'язнення в Західній Німеччині та Австрії відповідно, хоча Енге так і не відбув жодного строку через старість і слабке здоров'я.
9 липня 1987 року занедбаний комплекс було оголошено пам'яткою культури. 24 лютого 2020 року Народні збори Сербії ухвалили закон про створення Меморіального центру «Старо-Саймиште». 27 липня 2022 року розпочалася реконструкція центральної вежі як перший крок у перетворенні залишків на меморіальний центр і музей.

### Журнали
- Vasiljević, Branka (22 листопада 2018). Diani Budisavljević spomenik na Savskom keju [Monument to Diana Budisavljević on the Sava quay]. Politika (серб.). Belgrade.
- Mučibabić, Daliborka; Vuković, Ana (13 квітня 2019). Da li je obdaništu mesto u bivšem logoru smrti [Чи є в колишньому таборі смерті місце дитсадку]. Politika (серб.). Belgrade. с. 1 & 13.
- Mučibabić, Daliborka (13 червня 2010). Oronuli svedok stvaranja i stradanja [Одинокий свідок створення і випробувань]. Politika (серб.). Belgrade.
- Krstić, Jovanka (22 вересня 2018). Спомен, омен или Голем. Politika-Kulturni dodatak, year LXII, No. 24 (серб.). Belgrade. с. 5.
- Aleksić, Dejan (27 листопада 2019). Novi spomenici od Savskog keja do Taša [Нові пам'ятники від Савської набережної до Таша]. Politika (серб.). Belgrade.
- Čekerevac, Mirjana (25 лютого 2020). Усвојен Закон о центру "Старо сајмиште". Politika (серб.). Belgrade.
- Vučković, Nenad (16 червня 2020). Kapija logora Staro Sajmište [Ворота табору Старо Саймиште]. Politika (серб.). Belgrade.
- Vuković, Ana (29 червня 2021). Догодине обнова Централне куле [Наступного року відновлення Центральної вежі]. Politika (серб.). Belgrade. с. 16.
- Kurteš, Aleksandra (13 листопада 2021). Đaci i umetnici kreirali virtuelni obilazak Starog sajmišta [Студенти й митці створили віртуальний тур Старо-Саймиште]. Politika (серб.). Belgrade. с. 15.
- Solomun, Špiro (20 листопада 2019). Memorijali Beograda [Меморіали Белграда]. Politika (серб.). Belgrade. с. 26—27.
- Janković, Milan (1 серпня 2022). Од један до пет - Меморијални центар [Від одного до п'яти — Меморіальний центр]. Politika (серб.). Belgrade. с. 13.
- Ćurčić, Mina (28 липня 2022). Враћајући дуг прецима опомињемо потомке [Повертаючи борг предкам, ми застерігаємо нащадків]. Politika (серб.). Belgrade. с. 1 & 5.
- Aranđelović, Višnja (9 серпня 2022). Počinje obnova centralne kule na Starom sajmištu [Розпочинається реконструкція центральної вежі в Старо-Саймиште]. Politika (серб.). Belgrade. с. 1 & 7.
- Ćirić, Sonja (6 березня 2023). Porušen Nemački paviljon: Zašto je Staro sajmište delimični spomenik kulture [Німецький павільйон знесено: чому Старо-Саймиште це часткова пам'ятка культури]. Vreme (серб.). Belgrade.
- Mučibabić, Daliborka; Aleksić, Dejan (9 березня 2023). Nemački paviljon ruše, ne pripada spomeniku kulture [Німецький павільйон зносять, він не є частиною пам'ятки культури]. Politika (серб.). Belgrade. с. 16.
- Mučibabić, Daliborka (10 березня 2023). Zavod: nije moguće zadržavanje Nemačkog paviljona [Інститут: неможливо зберегти німецький павільйон]. Politika (серб.). Belgrade. с. 16.
- Ćirić, Sonja (10 червня 2023). Đorđe Miketić: Zaustavili smo bager da ne sruši Nemački paviljon [Джордже Микетич: Ми зупинили екскаватор, який зносив німецький павільйон]. Vreme (серб.). Belgrade.
- Opačić, Ana (12 червня 2023). Članovi stranke Zajedno zaustavili rušenje Nemačkog paviljona na Starom sajmištu [Члени партії «Разом» зупинили знесення німецького павільйону в Старо-Саймиште]. N1 (серб.). Belgrade.
- Ćirić, Sonja (3 липня 2023). Nemački paviljon logora Staro sajmište je ipak srušen [Німецький павільйон все-таки знесли]. Vreme (серб.). Belgrade.

## Додаткова література
- Janjetović, Zoran (2012). Borders of the German occupation zone in Serbia 1941–1944 (PDF). Journal of the Geographical Institute Jovan Cvijic. Serbian Academy of Sciences and Arts. 62 (2): 93—115. doi:10.2298/IJGI1202093J.